# Jürgen Oesten
Jürgen Oesten (* 24. Oktober 1913 in Berlin-Grunewald; † 5. August 2010 in Hamburg) war ein deutscher Marineoffizier und U-Boot-Kommandant des Zweiten Weltkrieges, zuletzt im Range eines Korvettenkapitäns.

## Leben
Im April 1933 trat er als Angehöriger der Crew 33 in die Reichsmarine ein. Nach der Ausbildung fuhr er über ein Jahr auf dem Panzerschiff Admiral Graf Spee und auf dem Leichten Kreuzer Karlsruhe. Im Mai 1937 wechselte er zur U-Boot-Waffe und wurde schließlich im Oktober desselben Jahres Wachoffizier auf U 20, einem Typ IIB Boot.

### Kriegszeit (1939–1945)
Oesten wurde Kommandant des am 12. August 1939 neu in Dienst gestellten U 61 (Typ IIC). Im Oktober 1939 erfolgte die erste Kriegsfahrt mit dem neuen Boot und Oberleutnant Oesten versenkte fünf Schiffe und beschädigte ein weiteres infolge von Minenoperationen. Nach der achten Fahrt verließ Oesten dieses Boot, um am 24. September 1940 das neue Typ IX B Boot U 106 in Dienst zu stellen. Bereits auf dem Marschweg von Kiel in die neue Basis Lorient versenkte U 106 die beiden Schiffe Zealandic und Sesostris.
Bei seiner zweiten Feindfahrt vernichtete Oesten acht Schiffe vor Westafrika.
Während schlechter Sichtverhältnisse schoss er bei den Kämpfen um den Geleitzug SL-68 mit zwei Torpedos auf den Schatten eines vermeintlichen Handelsschiffes. Tatsächlich aber traf er das 31.100 Tonnen schwere britische Schlachtschiff Malaya. Dies wurde dabei so schwer beschädigt, dass es für vier Monate für Reparaturen ins Dock musste. Am 26. März 1941 wurde Jürgen Oesten auf See das Ritterkreuz verliehen.
Nach einer weiteren Fahrt verließ er U 106 und wurde am 20. Oktober 1941 Kommandant der 9. U-Boot-Flottille in Brest. Im März 1942 wurde er zum Admiral Nordmeer versetzt, wo er als U-Boot-Admiralstabsoffizier die Angriffe im Eismeer koordinierte.
Im Juli 1943 verließ er Norwegen und kehrte in den aktiven Dienst zurück, um am 2. September 1943 das Typ IX D2 (Monsun) Boot U 861 in Lorient in Dienst zu stellen. Einer der Besucher auf dem neuen Boot war der Reichsminister für Bewaffnung und Munition, Albert Speer, den Oesten fragte, welche Zukunft Deutschland noch hätte. „Nun,ich glaube wir werden im Herbst 1944 besiegt sein“, antwortete Speer. Als Oesten am 20. April 1944 zu seiner ersten und letzten Feindfahrt auf U 861 auslief, geschah dies schweren Herzens: „Ich hatte ein verdammt mulmiges Gefühl, weil ich eigentlich wusste, dass es nichts brachte – was wir versenken und wen wir auch töten würden, nichts davon war wirklich notwendig.“
Mit diesem Hochsee-Boot lief Oesten in Richtung Indischer Ozean aus und versenkte vor der brasilianischen Küste noch den Truppentransporter Vital de Oliveira und den Liberty-Frachter William Gaston. Am 23. September 1944 lief U 861 im Stützpunkt Penang ein, nachdem es fünf Monate auf See war.
Mit nur zwei Torpedos zur Selbstverteidigung und dringend benötigter Fracht verließ Oesten am 15. Januar 1945 mit U 861 Surabaya. Auf dieser letzten Fahrt fiel in Höhe Kapstadt der Kreiselkompass aus, sodass fortan nur noch ein Magnetkompass zur Verfügung stand.
Ursprünglich sollte Lorient angelaufen werden, um bei U 861 einen Schnorchel einzubauen, jedoch befand sich das Boot schon weiter als vom Befehlshaber der U-Boote (BdU) angenommen, und nach den Berechnungen von Oesten reichte der Brennstoff noch bis zum U-Boot-Stützpunkt Trondheim. Südlich von Grönland wurde von der Brückenwache bei Nacht ein Eisberg übersehen, der auf das Boot trieb und im vorderen Bereich leichte Beschädigungen hervorrief.
Mit einem Restbestand von zwei der 441 Tonnen Brennstoff, die von einem Boot dieses Typs gebunkert werden konnte, erreichte er am 18. April 1945 schließlich die Basis Trondheim, nachdem er ein Jahr lang im Fernen Osten und im Südatlantik auf Feindfahrt gewesen war. „Für uns war der Krieg längst vorbei. Doch in Trondheim stand auf den Wänden Lieber tot als Sklave! Hier war der Krieg noch nicht vorüber. Es war regelrecht furchtbar, denn wenn meine Männer an Land gingen und in einer Kneipe etwas tranken, lachten sie die anderen einfach aus. Dann kam die Militärpolizei und nahm sie fest. Ich hatte diesen Eisenkragen (Ritterkreuz) und mein Chief hatte auch einen, und das half. Wir beide gingen dann von einem Gefängnis zum nächsten und holten unsere Leute wieder heraus.“
Am 2. Juni 1945 geriet Jürgen Oesten in britische Kriegsgefangenschaft, aus welcher er am 2. März 1947 aus England zurückkehrte.

#### Bilanz im Krieg
Auf zwölf Fahrten mit drei Booten erreichte Jürgen Oesten insgesamt 565 Seetage und versenkte dabei 20 Schiffe mit 102.827 BRT.
Vier weitere Schiffe (darunter die HMS Malaya) mit 51.668 BRT wurden beschädigt.

#### Beförderungen
- Fähnrich zur See am 1. Juli 1934
- Oberfähnrich zur See am 1. April 1936
- Leutnant zur See am 1. Oktober 1936
- Oberleutnant zur See am 1. Juni 1938
- Kapitänleutnant am 1. März 1941
- Korvettenkapitän am 1. Dezember 1944

#### Auszeichnungen
- Spanienkreuz in Bronze ohne Schwerter am 6. Juni 1939 (als Wach- und Torpedooffizier des Torpedobootes Jaguar 1937)
- Eisernes Kreuz (1939) II. Klasse am 3. Dezember 1939
- Eisernes Kreuz (1939) I. Klasse am 27. Februar 1940
- Ritterkreuz des Eisernen Kreuzes am 26. März 1941[4]

### Nachkriegszeit
Nach der Entlassung aus britischer Kriegsgefangenschaft arbeitete Oesten als Verkaufsmanager bei internationalen Werften und Reedereien. Er lebte bis zu seinem Tod in Hamburg.